# Milano: il clan dei calabresi
Milano: il clan dei calabresi è un film del 1974 diretto da Giorgio Stegani.

## Trama
Paolo Mancuso è un calabrese emigrato al nord, che ha fatto fortuna ed è ora un potente boss della 'ndrangheta, legato principalmente al racket della prostituzione. Da qualche tempo però la 'ndrangheta è infastidita da alcuni nuovi arrivati calabresi, che non rispettano le zone, e la banda di Mancuso è spesso costretta a pestarne alcuni e stuprarne alcune donne dei nuovi arrivati. Mancuso cerca di trovare una soluzione al problema assieme ai boss Dario Lippi e Pier Maraschi. Mancuso ha anche un'amante, Laura, che gestisce una casa di tolleranza e una boutique.
Una notte Mancuso viene inseguito da tre sicari; per sfuggire ai tre, si rifugia in un laboratorio scientifico, riuscendo a ucciderne uno ed a scappare. Lì però viene morso da una cavia.
Nel frattempo la polizia sta indagando sull'incidente, e il Commissario, parlando con uno scienziato, viene a sapere che la cavia era la portatrice di un pericoloso virus in grado di scatenare un'epidemia, e che rimangono solo diciotto ore per ritrovare Mancuso prima che sia troppo tardi.
La mattina la notizia della cavia viene data su tutti i giornali, e Mancuso la sente per radio, unitamente ad un appello a costituirsi. Al ritorno a casa scopre che tutti i suoi uomini lo hanno abbandonato: rimasto solo, pur di non andare alla polizia, corrompe un suo amico medico incaricandolo di trovare il siero per curarlo, ma anche il medico lo tradisce, così Mancuso lo uccide ed esce dallo studio senza che i suoi ex scagnozzi se ne accorgano. E anche Laura la tradisce così Mancuso la uccide, strangolandola.
Disperato, Mancuso telefona alla ex moglie Lidia, chiedendo il suo aiuto. Deve cercare a Varese il dottor Marzorati, e deve portarlo dal Merenda, un calabrese che abita in una baraccopoli. Dopo aver incontrato la moglie si reca da uno sfasciacarrozze per prendere una macchina, ma lì viene raggiunto dai suoi ex scagnozzi. Mancuso li uccide tutti, ma risparmia Pino, uno dei suoi più fedeli. Mancuso si reca da Maraschi, ma c'è anche Dario e Gino, il suo ex uomo, ma Mancuso li uccide tutti e tre.
Lidia viene nel frattempo fermata dal commissario, ed è costretta a raccontare tutto. Mancuso ha raggiunto intanto la baracca del Merenda. Questi si rifiuta di aiutarlo, rinfacciandogli il fatto di non averlo mai aiutato quando lui ne aveva bisogno, e di averlo sempre umiliato. Mancuso, infuriato cerca di aggredirlo, ma il Merenda grida aiuto e scappato fuori dalla baracca, rivela urlando agli altri abitanti della baraccopoli che è lui "l'appestato": inseguito dai baraccati, viene raggiunto e linciato dalla folla poco prima che sopraggiunga il commissario.

## Colonna sonora
Le musiche di Gianni Marchetti saranno parzialmente riprese nei film Emanuelle e Françoise (Le sorelline) di Joe D'Amato e Casa privata per le SS di Bruno Mattei.

## Distribuzione
Distribuito nei cinema italiani il 29 novembre 1974, Milano: il clan dei calabresi ha incassato complessivamente 560.728.000 lire dell'epoca.